# Власов Володимир Володимирович
Володи́мир Володи́мирович Вла́сов (9 травня 1998, Рені, Одеська область — 29 грудня 2023) — український військовослужбовець, учасник російсько-української війни, загинув в ході російського вторгнення в Україну.

## Родина
Володимир мав дружину та сина, був єдиним сином у сім'ї.

## Нагороди
- Орден «За мужність» ІІІ ступеня (29 квітня 2024, посмертно) — за особисту мужність і самовідданість, виявлені у захисті державного суверенітету та територіальної цілісності України, сумлінне і бездоганне служіння Українському народові[2].